# Molophilus (Molophilus) uniformis
Molophilus (Molophilus) uniformis is een tweevleugelige uit de familie steltmuggen (Limoniidae). De soort komt voor in het Neotropisch gebied.